# Salto Grande
Salto Grande là một đô thị ở bang São Paulo của Brasil. Đô thị này nằm ở vĩ độ 22º53'34" độ vĩ nam và kinh độ 49º59'08" độ vĩ tây, trên khu vực có độ cao 396 m. Dân số năm 2010 ước tính là 8.787 người. 

## Địa lý
Đô thị này có diện tích 189,072 km².

## Thông tin nhân khẩu
Dữ liệu dân số theo điều tra dân số năm 2010
Tổng dân số: 8.787
- Urbana: 7.933 (90,3%)
- Rural: 854 (9,7%)
- Homens: 4.353 (49,55%)
- Mulheres: 4.434 (50,45%)

Mật độ dân số (người/km²): 46,64
Tỷ lệ tử vong trẻ sơ sinh dưới 1 tuổi (trên một triệu người): 15.5
Tuổi thọ bình quân (tuổi): 74,5
Tỷ lệ sinh (số trẻ trên mỗi bà mẹ): 2,41
Tỷ lệ biết đọc biết viết: 84,63%
Chỉ số phát triển con người (HDI-M): 0,704
- Chỉ số phát triển con người - Thu nhập: 0,664
- Chỉ số phát triển con người - Tuổi thọ: 0,637
- Chỉ số phát triển con người - Giáo dục: 0,825

(Nguồn: IPEADATA)

### Sông ngòi
- Sông Paranapanema
- Rio Pardo
- Rio Novo

### Các xa lộ
- SP-327
- SP-270